# Grup Yorum
Grup Yorum (Yorum bedeutet im Türkischen ‚Interpretation‘  oder ‚Kommentar‘) ist eine türkische Band. Die Gruppe ist vor allem für ihre politischen Songtexte bekannt. Sie wurde von politischen Musikbands wie Inti Illimani aus Chile oder Ruhi Su aus der Türkei inspiriert und im studentischen Umfeld nach dem Militärputsch (1980) in Istanbul 1985 gegründet. Die Musikgruppe gehört zum sozialistisch-revolutionären Spektrum und war vielfacher staatlicher Verfolgung ausgesetzt. Mitglieder wurden festgenommen, verhaftet und vor Gericht gestellt. Alben der Band wurden verboten. Die Mitglieder Helin Bölek und Ibrahim Gökçek sind nach langem Hungerstreik gestorben.
Grup Yorum wird von den türkischen und deutschen Behörden der DHKP-C zugerechnet. Auch unabhängige Beobachter wie der deutsch-türkische Journalist Deniz Yücel meinen, dass sich die Band im Laufe ihrer Geschichte „ideologisch der DHKP-C angenähert“ habe, betonen aber, dass die Gruppe „weitaus mehr Fans“ habe als die DHKP-C-Sympathisanten.

## Bandgeschichte
Grup Yorum hat seit 1987 über 20 Alben veröffentlicht und bisher über 40 Mitglieder. Neben den Alben wurden auch Konzerte verboten. Das letzte Verbot eines Grup-Yorum-Albums ereignete sich im Jahre 2001. Das Album Feda wurde drei Wochen nach der Veröffentlichung verboten und konfisziert. Wie bereits in dem Album Boran Fırtınası von 1998 beschäftigte sich Grup Yorum in diesem Album hauptsächlich mit der Gefängnissituation und dem Gefangenenwiderstand in der Türkei, dem Todesfasten, das weit über hundert Gefangenen das Leben kostete. Die türkischen Sicherheitsbehörden und Gerichte betrachten Grup Yorum als Teil der DHKP-C, die den bewaffneten Kampf propagiert. Gegen Grup Yorum wurden bislang über 400 Verfahren eröffnet, in denen dutzende Mitglieder verhaftet wurden, mehrere Jahre einsitzen mussten und gefoltert wurden. Musikalisch stand die Band zunächst in der Tradition der Özgün Müzik, also der politischen türkischen Folkmusik. Im Laufe der Zeit experimentierte sie auch mit klassischer Musik, Rock und Hip-Hop. „Es sind die Musik, die Melodie und der Rhythmus, die die Menschen berühren. Aber der Musikgeschmack ändert sich. Und damit entwickeln wir uns musikalisch weiter. Nur die Texte, die ändern sich nicht“, erläuterte das Bandmitglied Caner Bozkurt einmal in einem Interview.
Im Jahr 2010 feierte die Gruppe in Begleitung des Istanbuler Sinfonieorchesters und zahlreicher Gastmusiker im damaligen Inönü-Stadion vor 50.000 Gästen ihr 25-jähriges Bandjubiläum. Im September 2012 wurden die Grup-Yorum-Sängerin Selma Altın und die -Violinistin Dilan Balcı festgenommen und in Haft verbracht, als sie vor dem gerichtsmedizinischen Institut protestierten. Hierbei wurde Altın ihr Trommelfell zerstört, Balcı wurde ein Arm gebrochen. Der Anwalt Taylan Tanay sagte, die beiden seien in Handschellen gefoltert worden und hätten sich in der Haft hinlegen müssen, während sie von Polizisten getreten wurden. Tanay sagte weiterhin, man habe Selma Altın und Dilan Balcı mit Absicht so behandelt, damit ihre Karrieren als Musikerinnen vorbei seien.
Nach dem Tod von Berkin Elvan, der während der Gezi-Park-Proteste im Jahr 2014 starb, schrieb die Gruppe ein Lied für ihn.
Grup Yorum veranstaltete fünf Jahre lang jährlich in Istanbul ein „Volkskonzert“ mit freiem Eintritt, im Jahr 2014 kamen dazu 1,1 Millionen Besucher. 2015 verbot die AKP-Regierung das Konzert wegen der Gefahr eines drohenden „Aufruhrs“. Die Gruppe rief dennoch dazu auf und entwickelte als Gegenkonzept dezentrale Konzerte durch Teile der Band an verschiedenen Orten in der Stadt. Die Polizei verfolgte die Busse der Fans, es kam zu Straßenschlachten und 54 Festnahmen. Auch die Bandmitglieder Selma Altın und Sultan Gökcek wurden festgenommen.
Ende Oktober 2015 wurde Grup Yorum ein Einreisevisum nach Deutschland verwehrt mit der Begründung, elf ihrer Musiker seien im Schengener Informationssystem eingetragen. Die Band wollte am 14. November in Oberhausen ein Konzert unter dem Titel Herz und Stimmen gegen den Rassismus geben.
Nach dem Putschversuch 2016 kam es zu einem kompletten Konzertverbot, das die türkischen Behörden der Band aussprachen. Im Oktober 2016 stürmte und verwüstete die türkische Polizei das İdil Kültür Merkezi in Istanbul, nachdem die Band dort gespielt hatte. Die Polizei hinterließ dabei auch zerschlagene Instrumente der Band. Die Band veröffentlichte darauf ein Video „Zerschlagene Instrumente“, in dem sie auf den kaputten Instrumenten ein Lied spielen. Im November 2016 wurden die Mitglieder Ali Araci, Inan Altin, Selma Altın, Sultan Gökcek, Firat Kil, Dilan Poyraz, Helin Bölek und Abdullah Özgün festgenommen. Nach vier Monaten wurden alle festgenommenen Mitglieder wieder freigelassen.
Allein in zwei Jahren wurde das Idil-Kulturzentrum zehn Mal durchsucht und weitere Mitglieder der Band festgenommen. Am 22. Januar 2019 wurden die Mitglieder Sultan Gökçek und Betül Varan freigelassen, die Mitglieder Seher Adıgüzel, Ferhat Kıl, Helin Bölek, Dilan Ekin, Bahar Kurt, Özgür Gültekin, Meral Hır und Duygu Yasinoğlu verblieben weiterhin in Haft. Ibrahim Gökçek wurde erneut im Februar 2019 von der Polizei festgenommen und der Mitgliedschaft der DHKP-C bezichtigt. Am 16. Mai 2019 verkündeten die Mitglieder Bahar Kurt, Barış Yüksel, Ibrahim Gökçek, Helin Bölek und Ali Aracı, die sich zum Teil seit mehr als 2 Jahren erneut in Haft befanden, einen Hungerstreik. Am 20. November 2019 wurden Bahar Kurt und Helin Bölek freigelassen. Bei einer erneuten Stürmung des Kulturzentrums nahm die Polizei die Mitglieder Sultan Gökçek, Bergün Varan und Tuğçe Tayyar fest. Das türkische Innenministerium führte im selben Jahr Inan Altın, Selma Altın, Ali Aracı, Ibrahim Gökçek, Emel Yeşilırmak und İhsan Cibelik als „Terroristen“ auf einer grauen Liste auf. Selma Altın und Inan Altın beantragten Asyl in Frankreich.
Am 24. Februar 2020 wurde Gökçek aufgrund einer ärztlich bescheinigten Haftunfähigkeit aus der Haftanstalt Silivri in Hausarrest entlassen. Von dort aus führte er in einem Haus in Küçükarmutlu den Hungerstreik mit Bölek weiter. Sie protestierten mit ihrem Hungerstreik unter anderem gegen die Inhaftierung der Bandmitglieder und gegen ein Konzertverbot.
Im März 2020 wurden Gökçek und Bölek aufgrund ihres Hungerstreiks gewaltsam von der Polizei zur Zwangsernährung in ein Krankenhaus gebracht. Erst nach sechs Tagen durften sie die Klinik wieder verlassen. Am 3. April 2020 starb Bölek am 288. Tag ihres „Todesfastens“.
Bei ihrer Beerdigung im Stadtteil Okmeydanı kam es zu Auseinandersetzungen mit der Polizei und Festnahmen. Gökçek beendete sein Todesfasten am 5. Mai 2020 und wurde in ein Krankenhaus eingeliefert. Es war der 322. Tag seines Todesfastens. Zwei Tage danach, am 7. Mai, starb auch Gökçek an den Folgen des Hungerstreiks. Am folgenden Tag, an dem Gökçek im Istanbuler Stadtteil Sultangazi beerdigt werden sollte, kam es zu starken Auseinandersetzungen mit der Polizei, woraufhin die Trauerfeier abgebrochen werden musste. Es gab 17 Festnahmen, darunter auch die beiden Anwälte der Gruppe. Die Polizei drang mit Gewalt in das Cemevi ein, in dem der Sarg mit der Leiche Gökçeks aufbewahrt worden war und beschlagnahmte diesen. Gökçek wurde daraufhin über Nacht in seine Geburtsstadt Kayseri gebracht und dort am darauf folgenden Tag beigesetzt.
Im August 2020 wurde eine Bandprobe in Polonezköy von der Polizei gestürmt sowie auch das Idil-Kulturzentrum in Istanbul durchsucht und Betül Varan, Bahar Kurt, Dilan Poyraz, Eren Erdem, Sercan Toptancı, Barış Yüksel, Rıdvan Akbaş, Nuriye Gülmen und Fırat Kaya festgenommen. Ein für den 9. August 2020 angesetztes Konzert im Istanbuler Stadtteil Yenikapı wurde verboten, es kam zu mindestens 30 Festnahmen.

## Sonstiges
Grup Yorum gibt auch Konzerte in Europa, unter anderem in Deutschland. Die Band steht bei Kalan Müzik unter Vertrag. Die Texte enthalten türkische Sprache, arabisch, Zazaki und andere Dialekte des Kurdischen sowie auch die lasische Sprache, eine fast ausgestorbene Sprache im Norden der Türkei. Einige Mitglieder der Gruppe unterhalten das Kulturzentrum İdil Kültür Merkezi im Stadtteil Okmeydanı in Istanbul. 2012 produzierte die Gruppe einen Film über die F-Typ-Gefängnisse der Türkei. 2022 wurde, von im Exil lebenden Mitgliedern, ein Film mit dem Namen „The Neighborhood“ veröffentlicht. Darin geht es um das Istanbuler Gecekondu Kücük Armutlu.

## Bandmitglieder
- Gesang: Selma Altın, Eren Olcay, Ezgi Dilan Balcı, Sultan Gökçek, Helin Bölek (1991–2020)
- Bağlama: İhsan Cibelik, Ayfer Rüzgar
- Gitarre: Muharrem Cengiz
- Klavier: İnan Altın
- Blasinstrument: Ali Aracı, Selma Altın, İhsan Cibelik, Bahar Kurt
- E-Bass: İbrahim Gökçek (1980–2020)
- Perkussion: İnan Altın

## Diskografie

### Alben
- 1987: Sıyrılıp Gelen
- 1988: Haziranda Ölmek Zor / Berivan
- 1989: Türkülerle
- 1989: Cemo / Gün Gelir
- 1990: Gel ki Şafaklar Tutuşsun
- 1991: Yürek Çağrısı
- 1992: Cesaret
- 1993: Hiç Durmadan
- 1995: İleri
- 1996: Geliyoruz
- 1997: Marşlarımız
- 1998: Boran Fırtınası
- 1999: Kucaklaşma
- 2001: Feda
- 2003: Yürüyüş
- 2005: In Concert
- 2006: Yıldızlar Kuşandık
- 2008: Başeğmeden
- 2014: Halkın Elleri
- 2015: Ruhi Su
- 2017: İlle Kavga

### Kompilationen
- 2000: Onbeşinci Yıl Seçmeler

### EPs
- 2001: Eylül
- 2003: Biz Varız
- 2023: Halkıma

### Singles (Auswahl)
| - 1987: Sıyrılıp Gelen - 1987: Büyü - 1987: Munzur - 1988: Çav Bella - 1988: Haziranda Ölmek Zor - 1988: Berivan - 1989: Karadir Kaslarin - 1989: Cemo - 1990: Gel ki Şafaklar Tutuşsun - 1992: Sevda Türküsü - 1992: Dağlara Gel | - 1992: Reso - 1996: Uğurlama - 1996: Güleycan - 1997: Gün Doğdu - 1997: Haklıyız Kazanacağız - 1997: Şarkışla - 1997: Avusturya Isçi Marşı - 1998: Bir Görüş Kabininde... - 1998: Devrim Yürüyüşümüz Sürüyor - 2015: Zahit Bizi Tan Eyleme - 2015: Drama Köprüsü |